# NGC 7359
NGC 7359 је лентикуларна галаксија у сазвежђу Водолија која се налази на NGC листи објеката дубоког неба.
Деклинација објекта је - 23° 41' 17" а ректасцензија 22h 44m 47,9s. Привидна величина (магнитуда) објекта NGC 7359 износи 12,5 а фотографска магнитуда 13,5. NGC 7359 је још познат и под ознакама ESO 534-22, MCG -4-53-34, PGC 69638.